# Turner megye (Dél-Dakota)
Turner megye az Amerikai Egyesült Államokban, azon belül Dél-Dakota államban található. Megyeszékhelye és legnagyobb városa Parker. Lakosainak száma 8673 fő (2020. április 1.). Turner megye Clay, Hutchinson, Lincoln, McCook, Minnehaha és Yankton megyékkel határos.

## Népesség
A megye népességének változása:
| Lakosok száma | 8350 | 8373 | 8318 | 8361 | 8209 | 8673 |
|               | 2010 | 2011 | 2012 | 2013 | 2015 | 2020 |